# František Černý (1886–1954)
František Černý (5. října 1886 Velké Zboží, Poděbrady – 31. května 1954 Terezín) byl za první světové války příslušník československých legií na Rusi, voják z povolání (poddůstojník) v prvorepublikové československé armádě a počátkem 30. let 20. století vydavatel tematického časopisu (Hlas sexuální menšiny) české homosexuální komunity.

## Životopis

### Raná léta
František Černý se narodil 5. října 1886 v obci Velké Zboží v rodině hospodářského dozorce. Technické vzdělání v oboru železobetonových staveb získal studiem na průmyslové škole v Brně a v Lipsku. V Lipsku pracoval v letech 1906 až 1910 jako stavbyvedoucí a totéž zaměstnání provozoval v letech 1910 až 1914 ve Vídni. Před první světovou válkou procestoval značnou část Evropy a navštívil rovněž New York.

### První světová válka, čs. legie a armádní služba
Po vypuknutí první světové války narukoval do rakousko-uherské armády. V ní sloužil nejprve u 36. pěšího pluku v hodnosti desátníka. V době, kdy sloužil u 59. pěšího pluku na východní frontě, padl dne 2. května 1914 do ruského zajetí v oblasti Tuchova (Karpaty). Do řad příslušníků československých legiích na Rusi se přihlásil 25. ledna 1916 v Jekaterinoslavi. Jako legionář mimo jiné pomáhal při stavbě tamní státní zbrojovky. V legiích měl nejprve hodnost vojína a sloužil u 2. střeleckého pluku, tedy u stejného pluku jako jeho bratr Vojtěch Černý. Dne 21. července 1917 se měsíc léčil v kyjevské nemocnici po průstřelu plic. Zbytek první světové války strávil v československých legiích, řady 2. střeleckého pluku opouštěl 31. prosince 1919 již v hodnosti poručíka.
Po návratu do Československa v roce 1919 se stal vojákem z povolání v prvorepublikové československé armádě. V roce 1919 se oženil, v roce 1920 získal hodnost kapitána a byl jmenován vojenským správcem průmyslových podniků v Mostě. Zdravotní komplikace jako následek zranění z léta 1917 vedly stále častěji k jeho hospitalizacím, až v roce 1922 byl František Černý uznán nezpůsobilým k řadové službě a byl propuštěn z aktivní vojenské služby do výslužby. Jeho další život byl silně ovlivněn událostmi, které se odehrály kolem osoby jeho bratra Vojtěcha Černého koncem 20. let 20. století.

### Bratr Vojtěch Černý v čs. armádě a § 129 poprvé

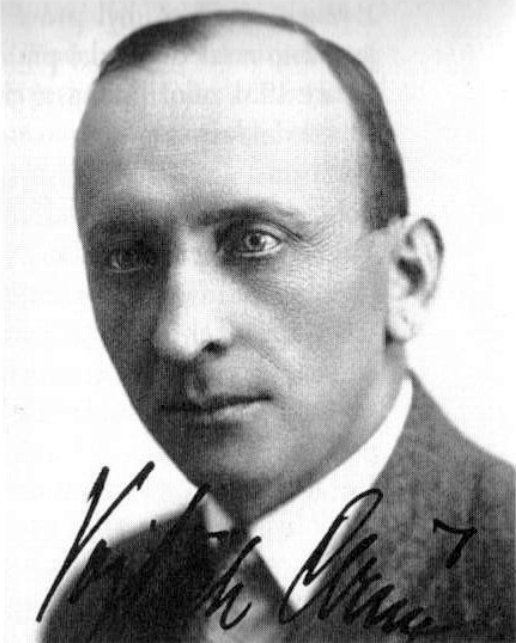
Vojtěch Černý

Františkův bratr Vojtěch Černý se vrátil z československých legií na Rusi do vlasti v roce 1920 a v roce 1921 se stal poddůstojníkem z povolání. V hodnosti rotmistra (od roku 1927 v hodnosti štábního rotmistra) působil jako voják z povolání u jezdeckého pluku číslo 2 v Olomouci. (V Olomouci ostatně sloužil po většinu svojí vojenské kariéry.) V roce 1925 se vycvičil v obsluze spojovací techniky a byla mu přidělena funkce zástupce velitele spojovací čety v Olomouci.
Jeho kariérní postup v armádě skončil dne 15. dubna 1928, kdy na olomoucké divizní velitelství dorazilo anonymní udání s obviněním Vojtěcha Černého z pohlavních styků s osobou téhož pohlaví. 
V letech 1928 a 1929 proběhl soud a odvolání vojenského prokurátora, jehož výsledkem byl trest odnětí svobody na 6 týdnů nepodmíněně, které si odsouzený Vojtěch odpykal v roce 1930 ve vojenské věznici na Hradčanech. Dále byl Vojtěch Černý odsouzen k propuštění z hodnosti štábního rotmistra a ke ztrátě vojenských vyznamenání. S nuceným přeřazením do výslužby byla spojena zároveň i ztráta nároku na vojenskou penzi. Záznamem v rejstříku trestů pozbyl Vojtěch prakticky možnost být zaměstnán v jakémkoliv povolání ve veřejném sektoru. Stálé zaměstnání nemohl najít, a tak byl existenčně závislý na svém bratru Františkovi, u kterého též přechodně bydlel.
Finanční situace Františka Černého (kolem roku 1930) ale nebyla nikterak dobrá. Jako bývalý legionář a prvorepublikový vojenský „vysloužilec“ pobíral vojenskou penzi 13 750 Kč ročně a z ní živil jak sebe a svoji manželku, tak i svého bratra Vojtěcha.

### ČasopisHlas sexuální menšiny
Počátkem 30. let 20. století se Vojtěch Černý postavil do čela hnutí, jehož cílem bylo dosáhnout zrušení všeobecné trestnosti homosexuality v Československu.  Se svým bratrem Františkem začal v roce 1931 vydávat časopis Hlas sexuální menšiny. Vydávání časopisu, které zahájili oba bratři v roce 1931, mělo být nejspíše podnikatelským počinem směřujícím hlavně k tomu, aby Vojtěch Černý, jenž se v této věci angažoval poněkud více než František, získal (v případě komerčního úspěchu časopisu) stálý zdroj příjmů plynoucí z nezávislé činnosti.
Vydávání časopisu ale již od samého počátku čelilo neustále finančním a existenčním potížím. Koncem října roku 1931 se František Černý jak z redakce časopisu, tak i z celého „osvobozovacího hnutí sexuálních menšin“ stáhnul. Od čísla 13, které vyšlo 31. října 1931, pak vystupoval Vojtěch Černý jako majitel a odpovědný redaktor časopisu.
Koncem roku 1931 dostala redakce (resp. Vojtěch Černý) od Stanislava Suchardy půjčku 25 tisíc Kč na podporu vydávání časopisu, ale jinak byly finance pro jeho vydávání získávány na různých schůzích a shromážděních, sbírkami na mikulášských zábavách, na základě pochybných půjček či lákáním peněz na neplněné sliby inzerce. Vojtěchu Černému se nakonec podnikatelský záměr nezdařil a v dubnu 1932 se z redakce časopisu stáhl. Konec vydávání časopisu znamenal pro Vojtěcha Černého osobní úpadek. Uchýlil se k půjčkám, dluhy nevracel, často měnil pražské podnájmy a věřitelé jej nechávali hledat policií.

### Vojtěch Černý a § 129 podruhé
V letech 1935 až 1937 opakovaně žádal Vojtěch Černý amnestování svého případu (z let 1928, 1929), ale dosáhl pouze výmazu z rejstříku trestů. Navrácení vojenské penze se nedočkal ani na jaře roku 1938.
Dne 16. dubna 1938 byl Vojtěch Černý opět zatčen a obviněn dle paragrafu 129 pro homosexuální styk. V separaci policejního komisařství na Královských Vinohradech pak na Velikonoce dne 17. dubna 1938 využil situace, kdy se dozorce na chvíli vzdálil, a ukončil svůj život tím, že se oběsil na provaze, který si zhotovil z košile.
Dne 18. dubna 1938 se na policejní stanici dostavil jeho bratr František Černý s manželkou, kteří konstatovali, že sebevraždu očekávali (o stejný čin se již jednou údajně pokusil), že znali jeho homosexuální orientaci, že se kvůli němu zadlužili a že s koncem jeho života končí také ostudné jednání, kterého se Vojtěch Černý dopouštěl.

### Závěr života
Od roku 1934 žil František Černý v Praze-Břevnově. Zemřel dne 31. května 1954 v Terezíně, kde strávil poslední měsíce svého života v domově sociálních služeb.